# Geoff Rickly
Geoff Rickly (nasceu em 8 de março de 1979), é o vocalista da banda post-punk Thursday. Ele também produziu vários álbuns hardcore/emo para outras bandas, como por exemplo o álbum de estreia de  My Chemical Romance "I Brought You My Bullets, You Brought Me Your Love".